# Mirvish Productions
Mirvish Productions est une société de production théâtrale canadienne, basée à Toronto. Fondée en 1986 par David Mirvish (en) avec son père, Ed Mirvish (en), c'est la plus grande compagnie de théâtre commercial du Canada. Mirvish Productions possède et exploite quatre théâtres dans le centre-ville de Toronto : le Théâtre royal Alexandra, le Princess of Wales Theatre (en), l'Ed Mirvish Theatre (en) et le CAA Theatre (en),.